# The Astrophysical Journal
Das Astrophysical Journal (abgekürzt ApJ, nach ISO 4 Astrophys. J.) ist eine in den USA erscheinende Fachzeitschrift für Astronomie und Astrophysik.
Das Astrophysical Journal wurde 1895 von George Ellery Hale und James E. Keeler gegründet und wird heute von der American Astronomical Society (AAS) herausgegeben. Seit 1953 wird in der Astrophysical Journal Supplement Series (ApJS) ergänzendes und umfangreiches Material veröffentlicht. Die Astrophysical Journal Letters (ApJL) bieten rasche Veröffentlichung neuester Ergebnisse in kompakter Form. Ab 2022 erscheinen sämtliche Beiträge im Astrophysical Journal im Open Access.
ApJ gehört heute wie Astronomy and Astrophysics, Astronomical Journal und Monthly Notices of the Royal Astronomical Society zu den führenden Fachzeitschriften in der Astronomie und Astrophysik.